# Indians de Springfield
Cet article concerne l'équipe de la Ligue américaine de hockey. Pour l'équipe de la Canadian-American Hockey League, voir Indians de Springfield (1926-1932).
Les Indians de Springfield sont une franchise de hockey sur glace de la Ligue américaine de hockey entre 1935 et 1994. L’équipe connaît quatre interruptions au cours de son existence et porte différentes appellations au cours de son histoire. Ainsi, entre 1951 et 1954 elle se nomme les Warriors de Syracuse et enfin entre 1967 et 1974, elle s’appelle Kings de Springfield. Les Indians gagnent au total sept fois la Coupe Calder, récompense suprême pour le vainqueur des séries éliminatoires de la LAH dont une fois sous le nom des Kings.

## Historique

### LaCan-Am
En 1926, la Canadian-American Hockey League est fondée dans la ville de Springfield et l’une des cinq équipes initiales s'appelle les Indians. L’équipe joue dans la Can-Am jusqu’à 1932, année où après treize matchs, elle cesse ses activités.
Les Indians renaissent en 1935 lorsque les Castors de Québec déménagent à Springfield pour prendre la suite de l'ancienne franchise. 
La Grande Dépression cause des soucis dans les ligues professionnelles d’Amérique du Nord et la Can-Am fusionne avec la Ligue internationale de hockey et les deux ligues forment ensemble la Ligue américaine-internationale de hockey. La ligue prend son nom actuel, Ligue américaine de hockey, en 1941, après la disparition de sa dernière franchise canadienne.

### Les débuts dans la LAH
En 1939, le défenseur vedette des Bruins de Boston de la Ligue nationale de hockey, Eddie Shore devient propriétaire de l'équipe. Il s’engage à fond dans la nouvelle franchise et n’hésite pas à partager ses matchs entre ses deux équipes, provoquant même un transfert pour rejoindre les Americans de New York afin de se rapprocher des Indians. À la fin de la saison, il prend sa retraite de la LNH afin de se consacrer à son équipe avec qui il jouera encore deux saisons. Le style de direction de Shore est souvent critiqué mais permet d’imposer l’équipe pour les trois décennies qui vont suivre.
Malgré les vedettes de l’équipe comme Shore, Fred Thurier, Frank Beisler ou encore Pete Kelly, le succès fuit les Indians et il faut attendre la saison 1941-42 pour voir l’équipe accrocher la première place. Malheureusement, l’équipe perd dès le premier tour des séries.
La saison suivante, l’effort des États-Unis  pour la Seconde Guerre mondiale s’accentue et l’armée réquisitionne la patinoire habituelle des Indians. Shore décide alors de louer les services de ses joueurs aux Bisons de Buffalo jusqu’en 1946. Malgré tout, le succès fuie toujours la franchise de Shore et ce malgré les nouveaux talents de l’équipe qui s’appellent Harry Pidhirny et Jim Anderson. Entre 1951 et 1954, l’équipe est même délocalisée à Syracuse sous le nom de Warriors de Syracuse mais lors de son retour à Springfield, le succès boude toujours les Indians.

### Les belles années
En 1959, Pat Egan est mis en place au poste d’entraîneur et l’équipe est alors affiliée aux Rangers de New York qui envoie un grand nombre de ses joueurs dans la franchise. Ainsi l’équipe compte dans ses rangs des joueurs des Rangers comme Bill Sweeney ou le gardien de but Marcel Paillé mais aussi des joueurs des talents : Ken Schinkel, Bruce Cline, Brian Kilrea en attaque et les défenseurs Ted Harris, Kent Douglas, Noel Price et Bob McCord. Les Indians finissent alors la saison à la première place de la ligue trois années de suite et transforment les trois bonnes saisons en trois saisons excellentes avec la Coupe Calder au bout des séries à chaque fois. Au cours de tous les matchs des séries de ces trois saisons, l’équipe ne perd que cinq matchs au total. Les joueurs des Indians briguent également les trophées avec Sweeney qui finit lors des trois saisons dans les premières places des pointeurs, Paille a les meilleurs statistiques des gardiens lors de deux saisons et les défenseurs gagnent également les trophées pour les meilleurs défenseurs. L’équipe des Indians domine alors la LAH comme aucune équipe n’a jamais réussi ni avant ni depuis et les fans se massent en nombre soir après soir pour voir les Indians évoluer. Ainsi, lors de la saison 1960-61, les Indians inscrivent 344 buts soit près de 100 buts de plus que la majeure partie des autres équipes de la ligue et lors des séries, ils ne perdent pas à un seul match.

### Les durs lendemains
Même si en 1963, Sweeney défend son titre de meilleur pointeur de la LAH, la fête est finie pour les Indians qui perdent leur gardien Paille, transféré à Baltimore et ils ratent les séries au terme d’une lutte acharnée. La mauvaise passe continue pour la quasi-totalité du reste des années 1960 avec une seule qualification en 1966.
Dans le même temps, les conflits entre le propriétaire historique de la franchise Eddie Shore et les joueurs s’accentuent et à la suite de mouvements de mécontentement de ses joueurs, Shore vend les droits des joueurs et place le contrôle de la franchise entre les mains de la nouvelle franchise de la Ligue nationale de hockey, les Kings de Los Angeles. Ces derniers renomment l’équipe : Kings de Springfield. Cette équipe composée de Gord Labossiere, Noel Price et Bruce Landon atteint les séries puis la finale de la Coupe Calder en 1970 mais est écrasée en quatre matchs par les Bisons de Buffalo. Les Kings marqueront l'histoire de la LAH lors de la saison suivante en devenant la première équipe ayant plus de matchs perdus que de matchs gagnés en saison régulière (29 contre 35) à remporter la Coupe Calder.
En 1974, Eddie Shore réussit à reprendre le contrôle de « sa » franchise et en cours de saison, il redonne à l’équipe son nom original ainsi que ses couleurs, même si l’équipe ne joue plus dans son patinoire, le Eastern States Coliseum mais dans le Springfield Civic Center. Dynamisé par ce retour aux sources, les Indians finissent quatrième de la saison mais finalement parviennent à gagner leur cinquième Coupe Calder contre les Nighthawks de New Haven en cinq matchs. À la fin de la saison suivante, Shore finit tout de même par vendre la franchise mettant fin à une relation vieille de près de quarante ans avec le hockey de Springfield.
Les quatorze années qui vont suivre vont être compliquées pour les supporters des Indians avec des nombreux changements d’affiliation avec les équipes de la Ligue nationale de hockey ainsi que des nombreux entraîneurs : derrière le banc, aucun entraîneur ne tiendra plus d’une saison entre 1974 et 1988. De même pendant cette période, les Indians ne parviennent à se qualifier pour les séries que quatre fois mais à chaque fois, ils se font éliminer dès le premier tour.

### Les années 1990 et les derniers titres
La fortune semble tourner une nouvelle fois au début des années 1990 avec l’arrivée de l’ancien défenseur de la LNH Jim Roberts comme entraîneur en chef des Indians ainsi qu’une affiliation avec les Islanders de New York. L’équipe menée dans les buts par les gardiens Jeff Hackett  et Rick Knickle, ce dernier réalisant huit matchs consécutifs sans défaite, gagne le 18 mai 1990 sa sixième Coupe Calder contre les Americans de Rochester, favoris de la compétition, en six matchs.
À la suite d'une dispute avec les Islanders à propos des droits concernant le Springfield Civic Center, les Indians changent encore une fois d’affiliation et s’associent alors aux Whalers de Hartford. Malgré la colère des fans de voir les joueurs des Islanders s’en aller, l’équipe 1990-1991 des Indians marque une nouvelle fois l’histoire de la LAH en gagnant sa septième Coupe Calder. Terry Yake, James Black, Chris Tancill et Michel Picard en attaque, John Stevens et Marc Bergevin en défense et Kay Whitmore dans les buts battent une nouvelle et dernière fois les Americans de Rochester.

### La fin de l’histoire
Pour la saison suivante, Roberts et une majorité de l’équipe sont promus dans les rangs de l’équipe de la Ligue nationale de hockey alors que pendant ce temps les résultats des Indians ne sont pas à la hauteur des saisons précédentes. Les derniers matchs des séries des Indians sont joués en 1994 en demi-finale des séries contre les Oilers du Cap-Breton.
Au cours de l’automne 1994, la franchise des Indians est achetée par un groupe d’intérêts extérieurs à la ville et est déménagée à Worcester dans le même État du Massachusetts. Les Indians deviennent alors les IceCats de Worcester.
Malgré tout, grâce à la volonté d’anciens joueurs des Indians, Jack Butterfield et Gordon Anziano et Bruce Landon une nouvelle franchise est créée dans la ville de Springfield : les Falcons de Springfield.

## Statistiques
Cette section présente les résultats des saisons des Indians depuis leur première saison. Seuls les statistiques des Indians depuis la création de la franchise en 1935 sont présentés.
| Saison    | PJ | V  | D  | N | BP  | BC  | Pts | Classement | Séries éliminatoires |
| --------- | -- | -- | -- | - | --- | --- | --- | ---------- | -------------------- |
| 1935-1936 | 48 | 21 | 22 | 5 | 131 | 129 | 47  | 3e Can-Am  | Défaite au premier   |

| Saison    | PJ | V  | D  | N  | DP | DTB | BP  | BC  | Pts | Classement            | Séries éliminatoires                                                |
| --------- | -- | -- | -- | -- | -- | --- | --- | --- | --- | --------------------- | ------------------------------------------------------------------- |
| 1936-1937 | 48 | 22 | 17 | 9  | -  | -   | 117 | 125 | 53  | 2e division Est       | Défaite en demi-finale                                              |
| 1937-1938 | 48 | 10 | 30 | 8  | -  | -   | 96  | 140 | 28  | 4e division Est       | Non qualifiés                                                       |
| 1938-1939 | 54 | 16 | 29 | 9  | -  | -   | 121 | 179 | 41  | 3e division Est       | Défaite au tour préliminaire                                        |
| 1939-1940 | 54 | 24 | 24 | 6  | -  | -   | 166 | 149 | 54  | 3e division Est       | Défaite au tour préliminaire                                        |
| 1940-1941 | 56 | 26 | 21 | 9  | -  | -   | 157 | 149 | 61  | 3e division Est       | Défaite au premier tour                                             |
| 1941-1942 | 56 | 31 | 20 | 5  | -  | -   | 213 | 167 | 67  | 1er division Est      | Défaite au premier tour                                             |
| 1946-1947 | 64 | 24 | 29 | 11 | -  | -   | 202 | 220 | 59  | 2e division Est       | Défaite au premier tour                                             |
| 1947-1948 | 68 | 19 | 42 | 7  | -  | -   | 237 | 308 | 45  | 5e division Est       | Non qualifiés                                                       |
| 1948-1949 | 68 | 22 | 37 | 9  | -  | -   | 240 | 276 | 53  | 3e division Est       | Défaite au premier tour                                             |
| 1949-1950 | 70 | 28 | 34 | 8  | -  | -   | 245 | 258 | 64  | 3e division Est       | Défaite au premier tour                                             |
| 1950-1951 | 70 | 27 | 37 | 6  | -  | -   | 268 | 254 | 60  | 3e division Est       | Défaite au premier tour                                             |
| 1954-1955 | 64 | 32 | 29 | 3  | -  | -   | 251 | 233 | 67  | 3e LAH                | Défaite au premier tour                                             |
| 1955-1956 | 64 | 17 | 45 | 2  | -  | -   | 212 | 297 | 36  | Dernier LAH           | Non qualifiés                                                       |
| 1956-1957 | 64 | 19 | 41 | 4  | -  | -   | 217 | 274 | 42  | Dernier LAH           | Non qualifiés                                                       |
| 1957-1958 | 70 | 29 | 33 | 8  | -  | -   | 231 | 246 | 66  | 4e LAH                | Défaite en finale                                                   |
| 1958-1959 | 70 | 30 | 38 | 2  | -  | -   | 253 | 282 | 62  | 5e LAH                | Non qualifiés                                                       |
| 1959-1960 | 72 | 43 | 23 | 6  | -  | -   | 280 | 219 | 92  | 1er LAH               | Vainqueur de la Coupe Calder contre les Americans de Rochester 4-1  |
| 1960-1961 | 72 | 49 | 22 | 1  | -  | -   | 344 | 206 | 99  | 1er LAH               | Vainqueur de la Coupe Calder contre les Bears de Hershey 4-0        |
| 1961-1962 | 70 | 45 | 22 | 3  | -  | -   | 292 | 194 | 93  | 1er division Est      | Vainqueur de la Coupe Calder contre les Bisons de Buffalo 4-1       |
| 1962-1963 | 72 | 33 | 31 | 8  | -  | -   | 282 | 236 | 74  | Dernier division Est  | Non qualifiés                                                       |
| 1963-1964 | 72 | 23 | 44 | 5  | -  | -   | 238 | 292 | 51  | Dernier division Est  | Non qualifiés                                                       |
| 1964-1965 | 72 | 29 | 39 | 4  | -  | -   | 237 | 273 | 62  | 4e division Est       | Non qualifiés                                                       |
| 1965-1966 | 72 | 31 | 38 | 3  | -  | -   | 207 | 235 | 65  | 3e division Est       | Défaite au second tour                                              |
| 1966-1967 | 72 | 32 | 31 | 9  | -  | -   | 267 | 261 | 73  | 4e division Est       | Non qualifiés                                                       |
| 1974-1975 | 75 | 33 | 30 | 12 | -  | -   | 299 | 256 | 78  | 4e division Nord      | Vainqueur de la Coupe Calder contre les Nighthawks de New Haven 4-1 |
| 1975-1976 | 76 | 33 | 39 | 4  | -  | -   | 267 | 321 | 70  | Dernier division Nord | Non qualifiés                                                       |
| 1976-1977 | 80 | 28 | 51 | 1  | -  | -   | 302 | 390 | 57  | 5e LAH                | Non qualifiés                                                       |
| 1977-1978 | 81 | 39 | 33 | 9  | -  | -   | 348 | 350 | 87  | 3e division Nord      | Défaite au premier tour                                             |
| 1978-1979 | 80 | 33 | 38 | 9  | -  | -   | 289 | 290 | 75  | Dernier division Nord | Non qualifiés                                                       |
| 1979-1980 | 80 | 31 | 37 | 12 | -  | -   | 292 | 302 | 74  | Dernier division Nord | Non qualifiés                                                       |
| 1980-1981 | 80 | 34 | 41 | 5  | -  | -   | 312 | 343 | 73  | Dernier division Nord | Défaite au premier tour                                             |
| 1981-1982 | 80 | 32 | 43 | 5  | -  | -   | 278 | 319 | 69  | 4e division Nord      | Non qualifiés                                                       |
| 1982-1983 | 80 | 31 | 43 | 6  | -  | -   | 282 | 324 | 68  | Dernier division Sud  | Non qualifiés                                                       |
| 1983-1984 | 80 | 39 | 35 | 6  | -  | -   | 344 | 340 | 84  | 4e division Sud       | Défaite au premier tour                                             |
| 1984-1985 | 80 | 36 | 40 | 4  | -  | -   | 322 | 326 | 76  | 4e division Sud       | Défaite au premier tour                                             |
| 1985-1986 | 80 | 36 | 39 | 5  | -  | -   | 301 | 309 | 77  | 5e division Sud       | Non qualifiés                                                       |
| 1986-1987 | 80 | 34 | 40 | 0  | -  | 6   | 296 | 344 | 74  | 6e division Sud       | Non qualifiés                                                       |
| 1987-1988 | 80 | 27 | 44 | 8  | 1  | -   | 269 | 333 | 63  | Dernier division Nord | Non qualifiés                                                       |
| 1988-1989 | 80 | 32 | 44 | 4  | -  | -   | 287 | 341 | 68  | 6e division Nord      | Non qualifiés                                                       |
| 1989-1990 | 80 | 38 | 38 | 4  | -  | -   | 317 | 310 | 80  | 3e division Nord      | Vainqueur de la Coupe Calder contre les Americans de Rochester 4-2  |
| 1990-1991 | 80 | 43 | 27 | 10 | -  | -   | 348 | 281 | 96  | 1er division Nord     | Vainqueur de la Coupe Calder contre les Americans de Rochester      |
| 1991-1992 | 80 | 43 | 29 | 8  | -  | -   | 308 | 277 | 94  | 1er division Nord     | Défaite au second tour                                              |
| 1992-1993 | 80 | 25 | 41 | 14 | -  | -   | 282 | 336 | 64  | 4e division Nord      | Défaite au troisième tour                                           |
| 1993-1994 | 80 | 29 | 38 | 13 | -  | -   | 309 | 327 | 71  | 4e division Nord      | Défaite au premier tour                                             |

## Les joueurs et entraîneurs
Cette section présente des anciens joueurs et les entraîneurs de l’histoire des Indians.

### Temple de la renommée du hockey
L’accession au Temple de la renommée du hockey est la plus haute distinction en Amérique du Nord pour un joueur. Douze joueurs ayant porté le maillot des Indians sont aujourd’hui membre de ce Temple.
| - Keith Allen - Jack Butterfield - Lorne Chabot - Art Coulter - George Imlach - Brian Kilrea | - Chuck Rayner - Earl Seibert - Eddie Shore - Billy Smith - Clint Smith - Lorne Worsley |

### Les entraîneurs
De nombreux entraîneurs se sont succédé derrière le banc des Indians, certains ne passant que peu de temps certains restants longtemps. Cette section ne présente que les entraîneurs ayant été pendant plusieurs saisons dans l’organisation des Indians.
Ainsi, de 1946 à 1951, Earl Seibert est l’entraîneur des Indians mais il ne parvient pas à faire grand-chose de son équipe perdant à chaque fois, ou presque, au premier tour des séries. Il faut attendre 1959 et l’arrivée de Pat Egan pour voir un entraîneur gagner les séries avec les Indians et il réussit le coup trois saisons de suite.
L’autre entraîneur marquant de la franchise est Jim Roberts avec deux Coupes Calder à son actif.

## Records d’équipe
- Sur une saison
  - Buts : Michel Picard, 56 en 1990-1991
  - Passes : Bruce Boudreau, 74 en 1987-1988
  - Points : Boudreau, 116 en 1987-1988
  - Minutes de pénalité : Mick Vukota, 372 en 1987-1988
  - Blanchissages : Marcel Paillé, 8 en 1960-61
- Totalité des saisons
  - Buts : Jim Anderson, 426
  - Passes :  Brian Kilrea, 442
  - Points : Anderson, 813
  - Minutes de pénalité : Rod Dallman, 844
  - Plus grand nombre de matchs joués : Anderson, 943